# Gilbjerg hoved

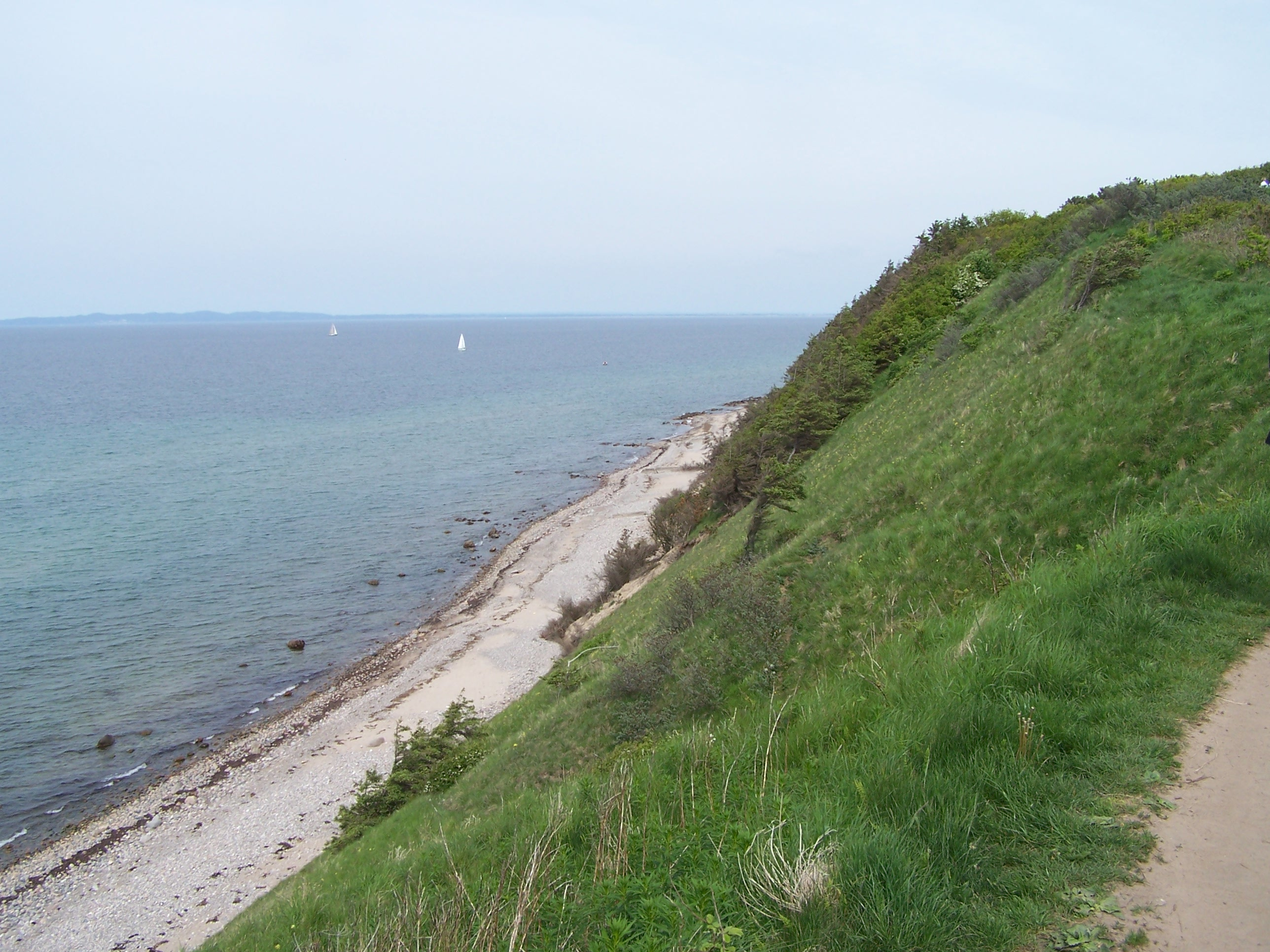
Kusten vid Gilbjerg hoved

Gilbjerg hoved strax väster om Gilleleje i Danmark, är den nordligaste punkten på Själland. Linjen mellan Gilbjerg hoved och Kullen i Sverige, bildar gräns mellan Öresund och Kattegatt.
Kusten vid Gilbjerg hoved bildar en ca 33 meter hög, kal och trädlös klippa. En stig, Gilbjergstien, löper längs kanten av klippan från Gilleleje till fritidshusområdet Strand Esbønderup.
Överst på klippan står en minnessten över Søren Kierkegaard med Kierkegaard-citatet: Hvad er sandhed andet end en leven for en idé.
Vid Gilbjerg hoved finns ett rikt fågelliv. I synnerhet bevakas här flyttfåglarnas rörelser på våren. Dansk Ornitologisk Forening har här en fågelstation.